# Keresztényüldözés

Caravaggio: Péter apostol keresztre feszítése (1600 körül) – Egy legenda szerint Pétert a saját kérésére fejjel lefelé feszítették a keresztre, mert nem akarta magát Jézussal egyenrangúvá tenni a halálban)

A keresztényüldözés tág értelemben a keresztényeket ért támadások összességére utal bármely korban, a világ bármely országában, amit a hitük megvallása és megélése miatt szenvednek el. Szoros értelemben a Római Birodalomban, az első három század során lezajlott üldözések összefoglaló elnevezése, amelynek Nagy Constantin római császár vetett véget a 313-ban kiadott milánói ediktummal. A keresztényüldözés elsődleges oka a vallási türelmetlenség, ami mögött gyakran a politikai ideológia mássága húzódik meg. Az üldözés koronként és országonként többféle formát ölthet: a nyílt pogromoktól kezdve, a szervezett üldözésen át, a burkoltabb lejárató kampányig széles a paletta. A keresztényüldözés speciális esete, amikor egy keresztény egyház üldöz más, rivális keresztény csoportokat (pl. inkvizíció, vagy kassai szent vértanúk legyilkolása az ellenreformációra adott protestáns válasz).
A brit külügyminisztérium felkérésére 2019-ben végzett kutatás megállapítása szerint: „A kereszténység a legveszélyeztetettebb vallási felekezet, amelynek tagjait a Közel-Keleten már-már az eltűnés esélye is fenyegeti.”
Sok keresztény szerint napjainkban fokozódik a keresztény vallás híveinek üldözése szerte a világban.
Világfigyelő listáján (World Watch List) az Open Doors nevű keresztény emberi jogi nonprofit szervezet rendszeresen kimutatást közöl azokról az országokról, ahol a mintegy negyedmilliárd keresztény üldözése a legszélsőségesebb formában zajlik. A német evangélikus egyház a keresztényeket a világ leginkább üldözött vallási közösségének tekinti, mivel az iszlám világban megnőtt a fundamentalisták befolyása.

## Kezdeti üldözések
A legkorábbi feljegyzések az újszövetségi iratokban maradtak fenn, maguktól a keresztényektől. Ezek alapján kaphatunk képet az üldözés első fázisáról.
Az első keresztény nemzedék nem kereste az összeütközést sem a római hatóságokkal, sem a zsidó vallással. A békés megoldások híve volt. Vallási eszméivel viszont kivívta először a zsidó vallási elit ellenszenvét, később a római hatóságok nemtetszését.
Az első keresztényüldözők – az 1. században – a zsidó vallás vezető rétegéből kerültek ki. A két csoport közti ellentét Jézus és az „írástudók” közti konfliktusra vezethető vissza. A názáreti Jézus nyíltan bírálta a vallási vezetők életvitelét, tanításait és az alsóbb néposztályok felé megnyilvánuló érzéketlenségét. Tanításai és karizmatikus egyénisége nagy hatással volt az egyszerű népre. Az írástudók Jézusban konkurenciát láttak, ezért törvényrontással, lázítással és varázslással vádolták meg. A legfőbb bűnének viszont azt tartották, hogy a názáreti ács fia Krisztusnak, vagyis Messiásnak vallotta magát. Ez a zsidóság szemében istenkáromlásnak számított, és halálos ítéletet vont maga után, amit végül Pontius Pilatussal mondattak ki.
Mindebből következően az írástudók a Jeruzsálemben megszülető keresztény egyházat sem nézték jó szemmel. A zsidókból lett keresztények ugyanis igyekeztek relativizálni a Tóra rendelkezéseit, és a fő hangsúlyt már nem a mózesi törvények betartására, hanem a Jézusba vetett hitre helyezték. Ez vezetett végül a kereszténység és a zsidó vallás végleges különválásához, és a zsidó vallási elit részéről a keresztények elkeseredett üldözéséhez. Az első keresztény vértanú a hagyomány szerint Szent István (vértanú) diakónus volt.

## Császárkultusz kontra keresztények

### A keresztények elleni perek kora 64-től 249-ig
A kereszténység gyorsan terjedt a Római Birodalomban és a fővárosba is eljutott. A római hatóságok azonban nem nézték jó szemmel a római államvallást elutasító keresztényeket. Vallásukat babonás különcségnek tartották, és a nép is idegenkedett tőlük. Suetonius római történetíró Nero uralkodásáról szólva így ír: „Halálbüntetést szabott a keresztényekre, erre a káros, új babonának hódoló népségre…”. Suetonius minden bizonnyal Róma leégése után (i. sz. 64) bekövetkezett kivégzésekre utal, amiről Tacitusnál részletesen olvashatunk:
De sem emberi segítségre, sem a princeps ajándékainak vagy az istenek engesztelésének hatására nem akart eltávozni az a gyalázatos hiedelem, hogy parancsra tört ki a tűzvész. Ezért a híresztelés elhallgattatása végett Nero másokat tett meg bűnösnek, és a legválogatottabb büntetésekkel sújtotta azokat, akiket a sokaság bűneik miatt gyűlölt és Christianusoknak nevezett. Christust, akitől ez a név származik, Tiberius uralkodása alatt Pontius Pilatus procurator kivégeztette, de az egyelőre elfojtott vészes babonaság újból előtört, nemcsak Iudaeában, e métely szülőhazájában, hanem a Városban is, ahová mindenünnen minden szörnyű és szégyenletes dolog összefolyik, s hívekre talál. Így hát először azokat fogdosták össze, akik ezt megvallották, majd az ő vallomásuk alapján hatalmas sokaságra nem is annyira a gyújtogatás vádját, mint inkább az emberi nem gyűlöletét bizonyították rá. És kivégzésüket még csúfsággal is tetézték, hogy vadállatok bőrébe burkoltan kutyák marcangolásától pusztuljanak, vagy keresztre feszítve, és mikor bealkonyodott, meggyújtva éjszakai világításul lángoljanak. Nero a kertjeit ajánlotta fel e látványosság céljára, és cirkuszi játékokat rendezett, amelyen kocsisruhában a nép közé vegyült, vagy kocsira szállott. Ebből, bár bűnösök voltak és a legsúlyosabb büntetést is megérdemelték, szánalom támadt, mivel nem a közjó érdekében, hanem egy ember kegyetlensége miatt kellett pusztulniuk.
A hagyomány szerint Nero alatt szenvedett vértanúhalált Péter és Pál apostol is.
Az üldözés második hulláma az 1. század végén, Domitiánus császár idején következett be. Ő nem bűnbakot keresett a keresztényekben, hanem a császárkultusz elutasításában találta őket vétkesnek. Még környezetét sem kímélte. A császárkultusz megtagadása miatt bírói eljárással száműzetésre vagy halálra ítélte őket. A hagyomány szerint az idős János apostol is ekkor került száműzetésbe Patmosz szigetére, ahol a Jelenések könyvét írta.

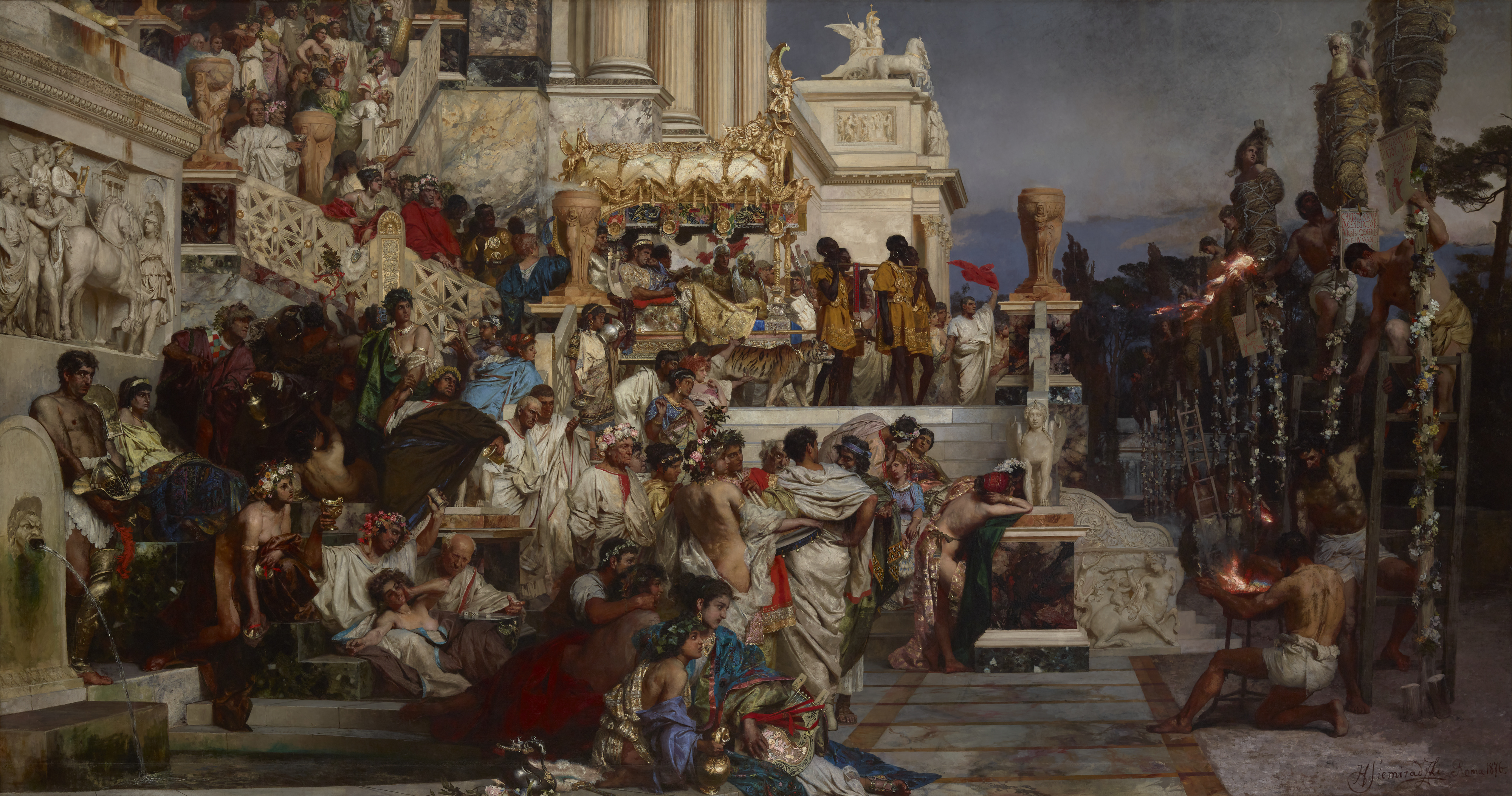
Henryk Siemiradzki: Nero fáklyái (1876) („kivégzésüket még csúfsággal is tetézték, hogy vadállatok bőrébe burkoltan kutyák marcangolásától pusztuljanak, vagy keresztre feszítve és amikor bealkonyodott, meggyújtva éjszakai világításul lángoljanak”)

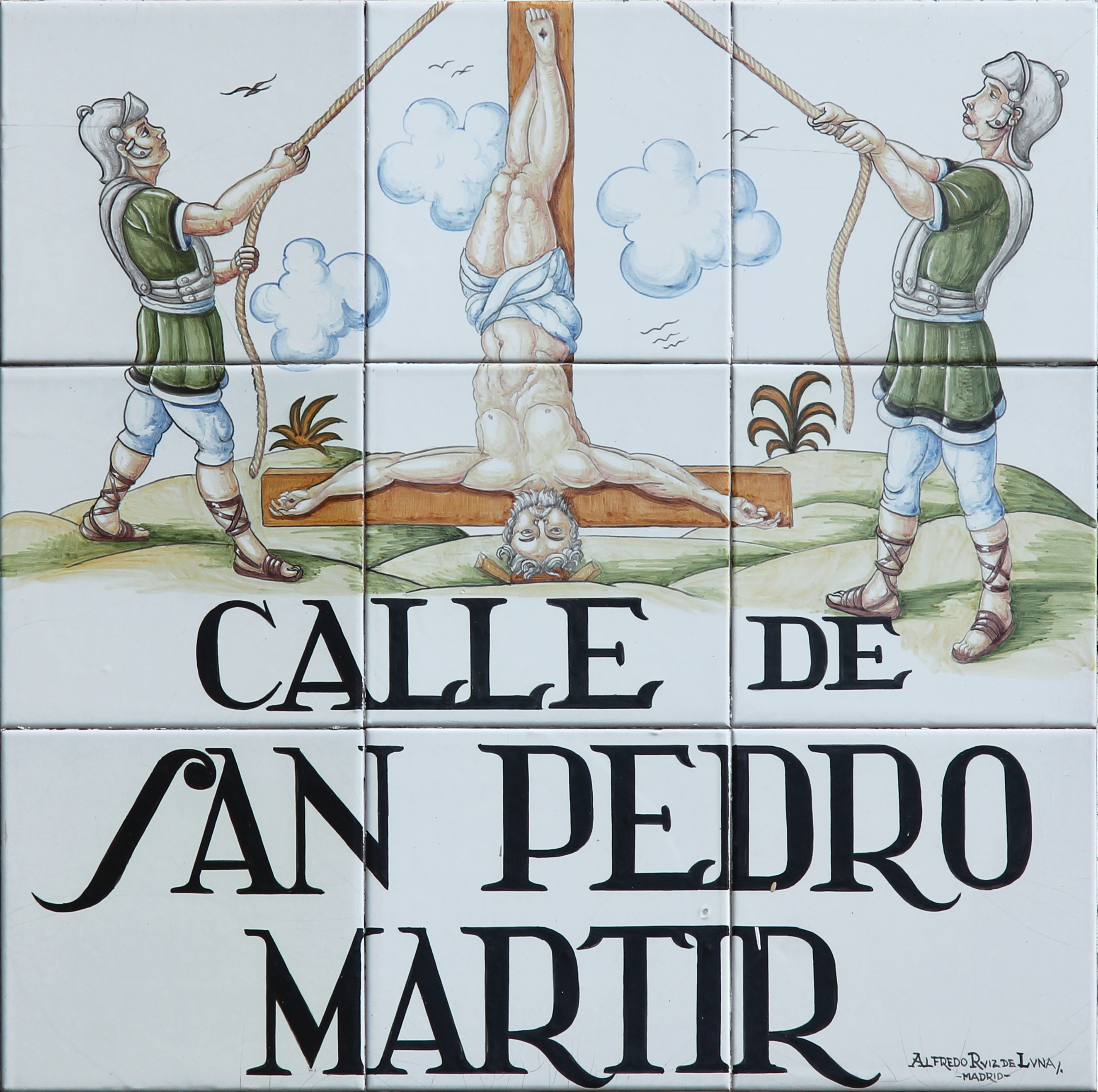
Péter apostol vértanúsága

Egy érdekes levél a 2. század elejéről fontos adatokkal szolgál, és képet ad az üldözés korabeli jellegéről. Az ifjabb Pliniusnak Traianus császárhoz intézett leveléről van szó:
Keresztények ügyében folytatott törvényszéki eljárásokon még sohasem vettem részt; ezért nem is tudom, mit és milyen mértékben büntessek vagy akár nyomoztassak. … Megkérdeztem tőlük, keresztények-e. Azokat, akik kereszténynek vallották magukat, másodszor és harmadszor is megkérdeztem, és büntetéssel fenyegettem meg őket. Akik még ezután is kitartottak, azokat kivégeztettem. Mert meggyőződésem, hogy függetlenül vallomásuk tartalmától, makacsságukért és csökönyösségükért megérdemelték ezt a büntetést. … Akik kijelentették, hogy nem keresztények, és nem is voltak azok, amennyiben útmutatásom szerint az istenekhez fohászkodtak, és képmásod előtt, amelyet erre a célra az istenszobrokkal együtt odaállíttattam, tömjén- és boráldozatot mutattak be, azonkívül káromolták Krisztust – márpedig az igazi keresztények ilyesmire állítólag semmi áron sem kényszeríthetők – azokat elbocsátottam.
A császár válasza nem késett sokat. Traianus levelében megdicséri Pliniust: „Helyesen jártál el amaz egyének ügyeinek kivizsgálásában, akik ellen azt a vádat emelték előtted, hogy keresztények. Mert általánosságban nem is lehet megfogalmazni valami meghatározott szabályt.” A 2. század elején tehát nem volt még törvény a keresztények üldözéséről. Akkor lehetett valakit elítélni, ha feljelentették, s az illető makacsul ragaszkodott hitéhez. Ebből a korból Traianus levelén kívül Hadrianus császár utasítása ismeretes 124-ből. A császár Minucius Fundanus ázsiai prokonzulhoz intézett levelében a Traianus által vázolt elvekhez hasonlóan fogalmazott. Levele is azt bizonyítja, hogy a császári valláspolitika a keresztények ügyében ekkor még nem a szisztematikus üldözésen, hanem az eseti feljelentések kivizsgálásán alapult. Ez azonban nem jelentett kíméletet. A per lefolyása jellemző módon úgy történt, hogy a feljelentő szavára a bírói testület elé vezették a vádlottat, ha kereszténynek vallotta magát, megkínozták és megölték, ha áldozott a császár szobra előtt, és káromolta Krisztust, akkor szabadon engedték.

### Az üldözések pszichológiai háttere
A keresztények erősen negatív megítélésében jelentős szerepet játszott a tény, hogy a vallás követői visszautasították a Római Birodalom területén belül istenségként tekintett császár által megkövetelt hódolatot. Ahogyan a császár tisztelete esetében, a keresztények a Birodalom területén megrendezett fesztiválokon és vallásos eseményeken sem vettek részt, az államban jelenlévő többi vallás istenét sem tisztelték.
Ezt a társadalom többsége összeférhetetlen magatartásként érzékelte, továbbá attól tartottak, hogy a keresztények ezzel megsértik a többi istent: ha katasztrófa történt, vagy éhínségek, betegségek sújtották a népet, az emberek a keresztények megjelenésében találták meg a bajok forrását hiszen a csapásokat az istenek által rájuk mért büntetésnek tekintették. A rómaiak szemében az istenek elutasításával a keresztények a római identitással és Rómával, mint állammal is szembehelyezkedtek.
Emellett a keresztény istentiszteleteket a kor többi vallásos eseményétől eltérően nem nyilvánosan, hanem zárt ajtók mögött tartották, amely táptalajt adott a szóbeszédnek és a pletykáknak. Ennek folytán a nép közt hamar elterjedt, hogy a keresztények összejöveteleik előtt gyermekeket ölnek, utána pedig a vérüket isszák – ez a vérvád több, mint valószínű, hogy az eucharisztia félreértelmezése –, egy szamárfej előtt hódolnak, varázsolnak és fajtalankodnak, feleségeik vérfertőzők, adócsalók.
A kereszténység továbbá az egyenlőséget hirdette, amivel megingatta a római társadalmi osztályok és – mivel a vallás korabeli formájában nagy szerepet játszottak a nők – a nemi szerepek rendszerét.[forrás?]

Ezeket a rágalmakat nem csupán a korszak népszerű személyiségei – pl. a görög író Lukianosz, a filozófus Kelszosz, Porphüriosz vagy Hieroklész, a római író Iuvenalis és Apuleius – terjesztették, de iskolai tananyagba is bekerült. A vádakkal szemben a korabeli keresztény írók tiltakoztak. Egyik legismertebb apologetikai írás a 3. századi egyházatya Tertullianus nevéhez köthető. A Római Birodalom elöljáróihoz címzett munkájában mutatta be a korabeli keresztények igazi arcát. (ld. még: Ókeresztény írók)

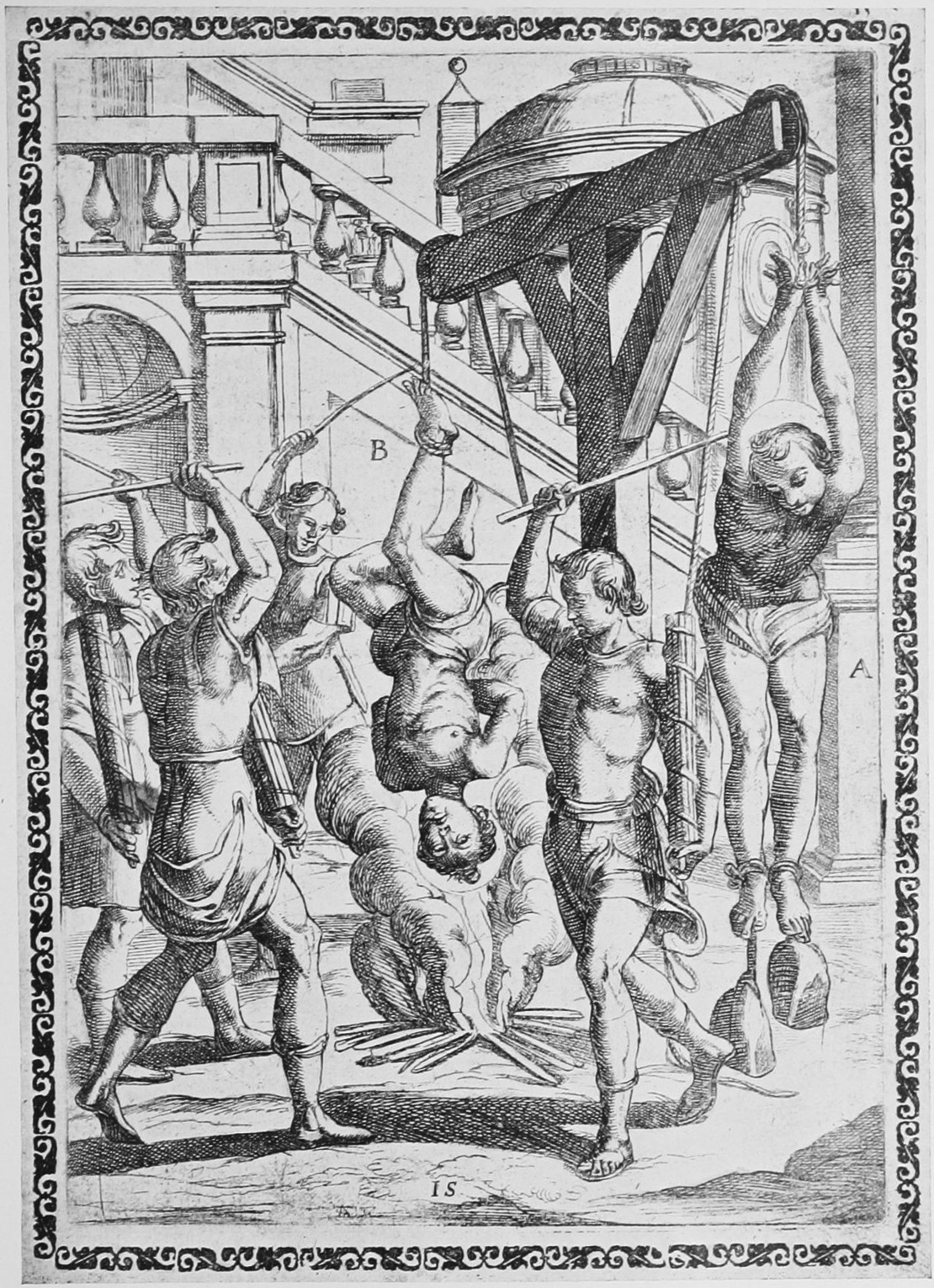
Keresztények kivégzése az ókori Rómában, illusztráció a Trattato de gli instrumenti di martirio e delle varie maniere di martoriare usate da' gentili contro christiani, descritte et intagliate in rame (1591) című műben

### A szervezett keresztényüldözések kora 249-től 313-ig

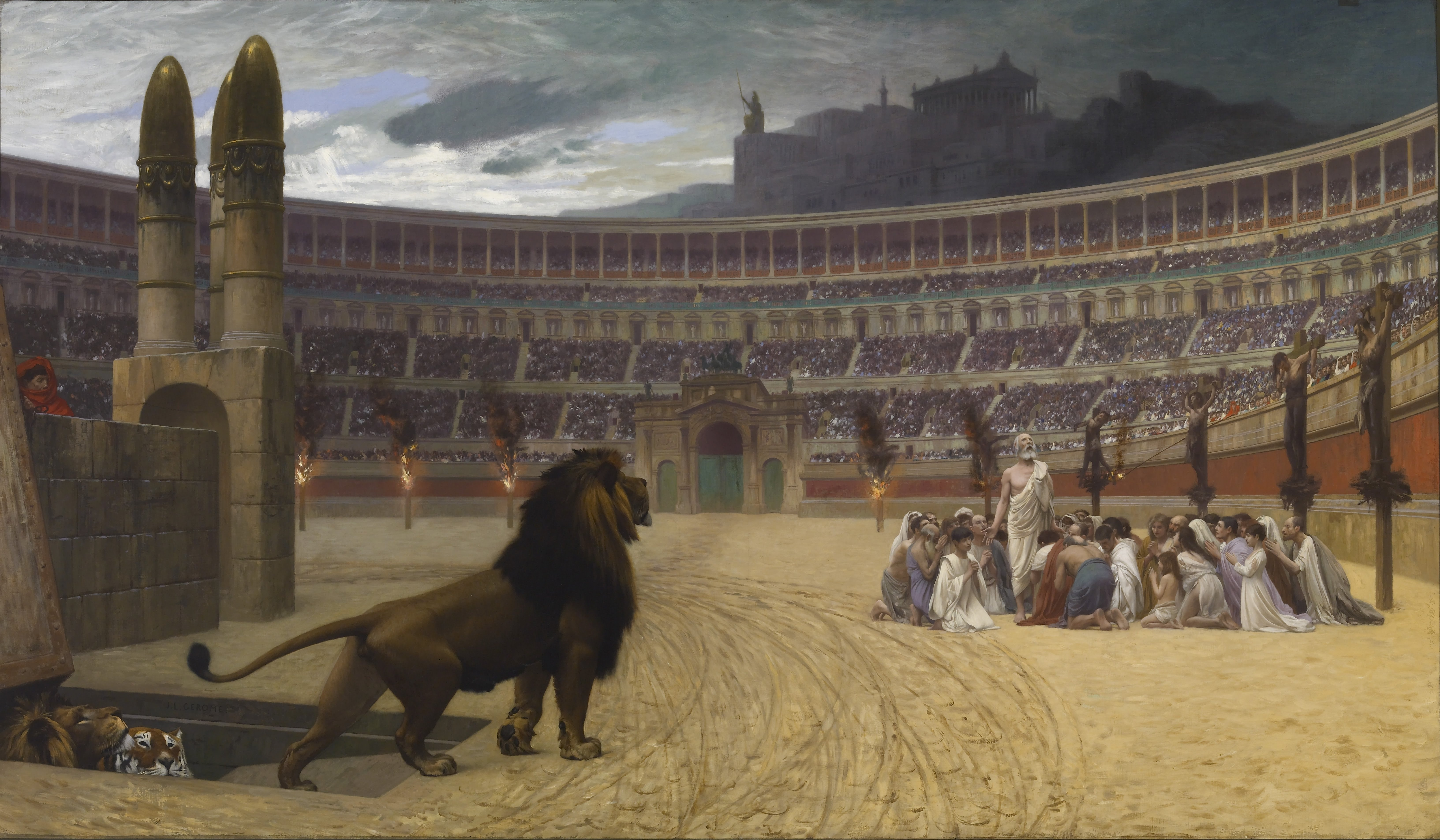
Jean-Léon Gérôme: Keresztény mártírok utolsó imája a római arénában (1863 és 1883 között)

A tervszerű üldözést Decius császár indította meg. Ő már nem bízott a spontán feljelentések hatékonyságában, ezért 249-ben rendeletet adott ki, melynek értelmében a keresztény elöljárókat az egész birodalomban fel kellett kutatni és perbe kellett fogni, majd a szokásos módon elítélni. 250 tavaszán elrendelte azt is, hogy a birodalom valamennyi alattvalója áldozatot mutasson be a római vallás isteneinek és magának a császárnak a szobra előtt is. Erről a hatóságok igazolást adtak ki. Egyiptomban több ilyen, latinul libellusnak nevezett írást találtak.
```
„Az áldozatok felügyeletére rendelt bizottságnak Aurélia Leulistól, A. lányától, aki Euhémeria falujában, a Themistés kerületben lakik. Mindig áldoztam az isteneknek, és megadtam nekik a tiszteletet, és most jelenlétetekben bemutattam a (császári) parancsnak megfelelő égő- és italáldozatot, és az áldozati húsból kiskorú gyermekeimmel, Palempisszel és Térisszel együtt ettem. Ezért fordulok hozzátok kérelmemmel, hogy aláírásotokkal tanúsítsátok. Legyetek jó szerencsével! Én, Aurélia Leulis, harmincöt éves, nyújtottam be.
”
[
43
]
```

Akinek nem volt igazolása, állami hivatalt nem vállalhatott, ugyanakkor rögtön gyanússá is vált a hatóság előtt. A császárt döntésében a köznép vélekedése is befolyásolhatta, ugyanis a birodalom gazdasági bajainak és katonai kudarcainak okát a pogány társadalom a kereszténységben vélte megtalálni.
Az őt követő két császár (Gallus és Valerianus) hasonló szemlélettel uralkodott.
260-ban Gallienus római császár feleségének, a keresztény Saloninának a hatására megszüntette az üldözést. A keresztények mintegy 40 évig nem szenvedtek vallásukért bántalmazást.
Diocletianus császárral újrakezdődtek az üldözések. Bár eleinte ő is tartotta magát Gallienus rendeletéhez, később caesari rangban álló helyettese, Galerius biztatására elhatározta az egységes államvallás helyreállítását. A római államhatalom teokratikussá vált, a császár lett 'a birodalom legfőbb istene'. 297-ben rendeletben kötelezték a keresztény hivatalnokokat, hogy áldozatot mutassanak be az isteneknek. Mivel a rendelet keveset használt, az államtanács 303 február 23-án megindították a nyílt üldözést, mely templomok lerombolásával, szent könyvek elégetésével, jogfosztással, majd a hívek kivégzésével járt együtt. A kortárs Euszébiosz egyháztörténeti művében ír arról, hogy a mártírok vére patakokban folyt.

A vérengzésnek Nagy Konstantin 313-ban kiadott rendelete vetett véget. A milánói ediktumnak is nevezett dokumentum kiadását a keresztény történetírásban legenda övezi. A történet Euszébiusznál és Lactantiusnál maradt fenn. E szerint Constantinus és politikai ellenlábasa Maxentius között 312. október 28-án lezajlott csata előestéjén Constantinus császár látomásban a napkorong fölött egy fénylő kereszt jelét látta „In hoc signo vincis” (E jelben győzz!) felirattal. Aznap éjszaka Jézus jelent meg álmában, aki elmagyarázta neki a jel értelmét. A császár az isteni üzenet hatására megtért a kereszténységhez, katonáit pedig arra utasította, hogy Krisztus jelével a pajzsukon harcoljanak (Krisztus-monogram). Az égi segítségnek köszönhetően Constantinus seregei másnap győzelmet arattak. A történettudomány nem csodát, hanem ügyes valláspolitikai húzást lát Constantinus "megtérésében".

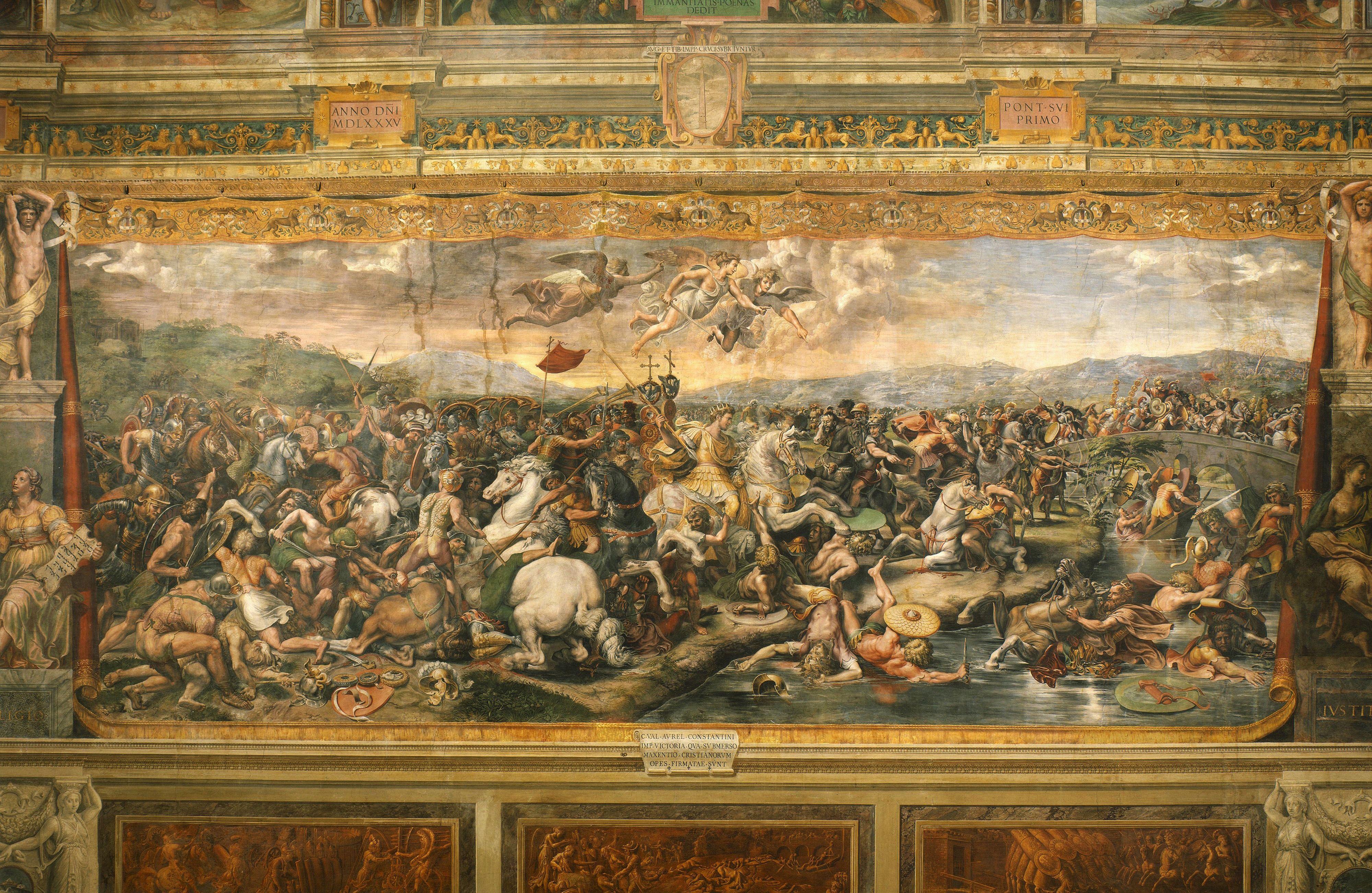
Raffaello Sanzio (Giulio Romano): A Milvius-hídi csata I. Constantinus diadala. Ebben a csatában, 312. október 28-án győzte le Maxentius seregét. Vatikán

### A római üldözés utolsó felvonása: Iulianus Apostata
Iulianus római császár, akit Apostata, azaz Hitehagyott néven említ az egyháztörténet, úgy gondolta, hogy ő az egyetlen császár, aki képes még visszaszerezni a Római Birodalom elveszett dicsőségét. Ariánusok tanították fiatalkorában. Császárrá történő kikiáltását követően azonban felhagyott Arius tanainak követésével, és uralkodása alatt az ősi görög-római vallási hagyományokat ápolta és pártfogolta.
Iulianus keresztények elleni fellépésével, majd halálával azonban az antik görög-római hitvilág végleges vereséget szenvedett a Római Birodalomban. Halála előtt búcsút vett tisztjeitől, akik körülállták az ágyát.
A keresztény hagyomány szerint Iulianus haldoklása közben így kiáltott fel: „győztél, galileai” (Vicisti, Galileae!), majd egy marék vért dobott az ég felé.
380-ban végül I. Theodosius római császár, a Római Birodalom utolsó egyeduralkodója, a belső szellemi és kulturális erők egyesítését célozva, minden régi római kultuszgyakorlatot betiltott. A kiadott vallási rendeletével államvallássá tette a Nikaia–konstantinápolyi hitvallás szerinti kereszténységet, és eltörölte a keresztre feszítéssel történő halálbüntetést.
„Megparancsoljuk, hogy mindazok a népek, amelyek a mi kegyelmes kormányzatunk uralma alatt állnak, abban a vallásban éljenek, amelyet a hagyomány szerint Szent Péter apostol adott át Róma népének, s amely azóta is töretlenül él napjainkig: az a hitvallás ez, amelyet Damasus pápa és Péter, Alexandria püspöke, az apostoli szentségű férfiú is helyesnek tart. Tehát: mindenkinek hinnie kell az apostoli hitvallás és az evangéliumi tanítás értelmében az Atyának, Fiúnak és Szentléleknek egységesen isteni voltát, egyenrangú méltóságát és szent hármasságát.” (Gratianus, II. Valentinianus és I.Theodosius ediktuma)

## Mártírakták
A római korban élt keresztény vértanúk bírósági pereinek jegyzőkönyvei, valamint az azokban foglalt történetek. Egy része az első három század során keletkezett, de sok közülük csak később a középkor folyamán hitébresztő céllal.
A mártíraktákban olvasható történetek nagyjából hasonló felépítést mutatnak: a hite miatt börtönbe vetett keresztény férfi vagy nő bírái előtt vállalja hitét, minden eltérítési szándéknak ellene áll, majd a rettenetes kínhalál lesz osztályrésze. A vértanúk nem félnek, nem rettegnek, sőt a vértanúságban látják a Krisztussal való egyesülés utolsó nagy tettét. Halálukat a legtöbb esetben csodás jelek kísérik: a vadállatok, a tűz nem ártanak nekik, és nem éreznek fájdalmat a kínzások közepette. Vértanúságuk napját a gyülekezet feljegyzi, így később egy-egy naphoz egy-egy szent vértanú neve köthető.
Magyarországon Szikszay György református lelkipásztor a hívek hitének erősítése céljából gyűjtötte össze a mártírakták történeteit, melyet Pozsonyban 1789-ben adtak ki. Könyvének címe: Mártírok oszlopa.

## A középkor folyamán
Az államvallássá tett, és ennek következtében politikai hatalommal is rendelkező kereszténységgel (Római katolikus egyház), a századok során számos keresztény és egyéb vallási közösség összeütközésbe került. Aki nem osztotta az uralkodó egyház nézeteit, azokat eretnekeknek bélyegezték és üldözték őket. Ilyen nagyobb csoportok voltakː
- paulikiánusok
- bogumilok
- arnoldisták
- katharok
- valdensek
- lollardok
- husziták

## Japánban
Az újkor hajnalán, az 1500-as évek közepén jezsuiták érkeztek Makaóba. Azt követően, hogy a jezsuita rend megalapítója, Xavéri Szent Ferenc 1549-ben megérkezett Japánba, megkezdődött a keresztény térítés is. 1570-ben, Ómura Szumitada daimjó áttért a katolikus hitre és később Nagaszaki kikötőjét is átadta a jezsuita misszionárius atyáknak, a kínai selyemkereskedelem monopóliumával együtt. 1552-től 1800-ig 920 jezsuita vett részt a misszióban.
A 16. század végétől a sógunok fokozatosan szűkíteni kezdték a külföldi kereskedők és a keresztény misszionáriusok tevékenységét is.
1587-ben Tojotomi Hidejosi betiltotta a Krisztusban hívők vallásgyakorlását, elrendelte a misszionáriusok kiutasítását, bár nem kényszerítette ki a rendeletének betartását. 

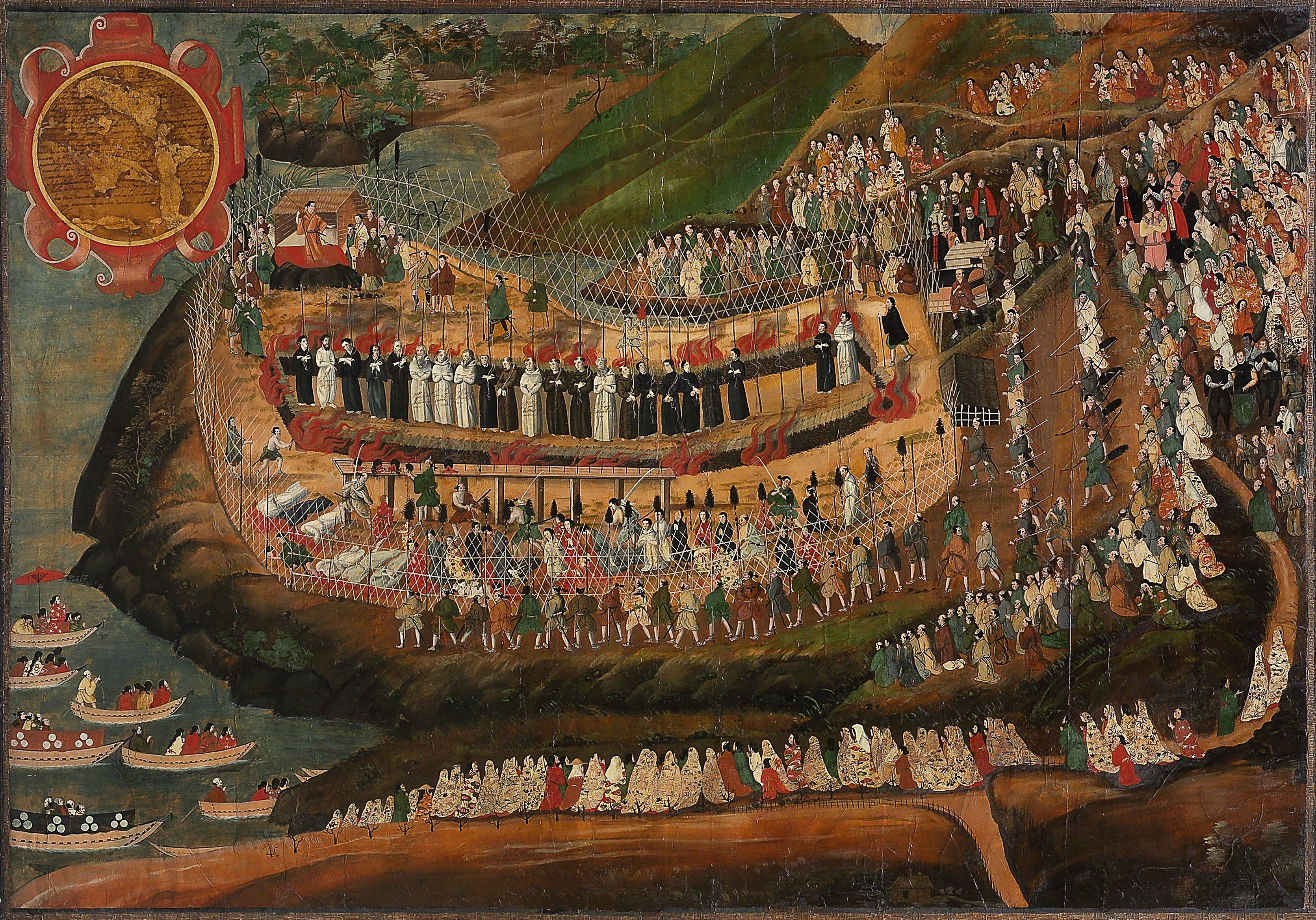
Nagaszakiban 188 japán keresztény halt mártírhalált a 17. század elején, a keresztények üldöztetése során

1596-ban azonban a császár kiadta újabb rendeletét a misszionáriusok kivégzésére. Számos papot és hívőt fogtak el, akiknek Meakóban levágták bal fülüket és orrukat, majd megkötözve kocsira rakták, és egy hónapon át városról városra hurcolták őket. Végül a vértanúkat egy Nagaszaki melletti dombon keresztre feszítették.
1614. január 27-én azonban már ediktum tiltotta be a kereszténység minden formáját. Kiutasították a szigetországból a hittérítőket és a kereszténnyé vált japánokat is. 1635 és 1639 között különféle a külkapcsolatokat korlátozó és tiltó rendeleteket adtak ki, amelyek fokozatosan az ország elszigetelődését szolgálták. Az izolációt a külföldi hajók kikötésének tiltásával és kereskedésének korlátozásával, a japánok kiutazásának és a már külföldön lévők visszatérésének betiltásával fokozták. 1636-ban Dedzsima szigetre száműzték a portugálokat.
1637-ben a simabarai felkelés leverése után aztán véglegesen megpecsételődött a kereszténység sorsa Japánban. Az izoláció 1854-ben Perry expedíciójával ért véget, amikor a Tokugava-sógunátus képviselői és Matthew Calbraith Perry amerikai hajóskapitány a Tokió melletti Kanagawa halászfaluban megkötötte a japán–amerikai barátságról és békéről szóló egyezményt.

## Oroszországban
Az államegyházból (orosz ortodox egyház) kiszakadt csoportokat üldöztékː az óhitűeket (raszkolnyikok) és a szellemi keresztények különböző irányzatait.

## Szent Bertalan apostol legendája

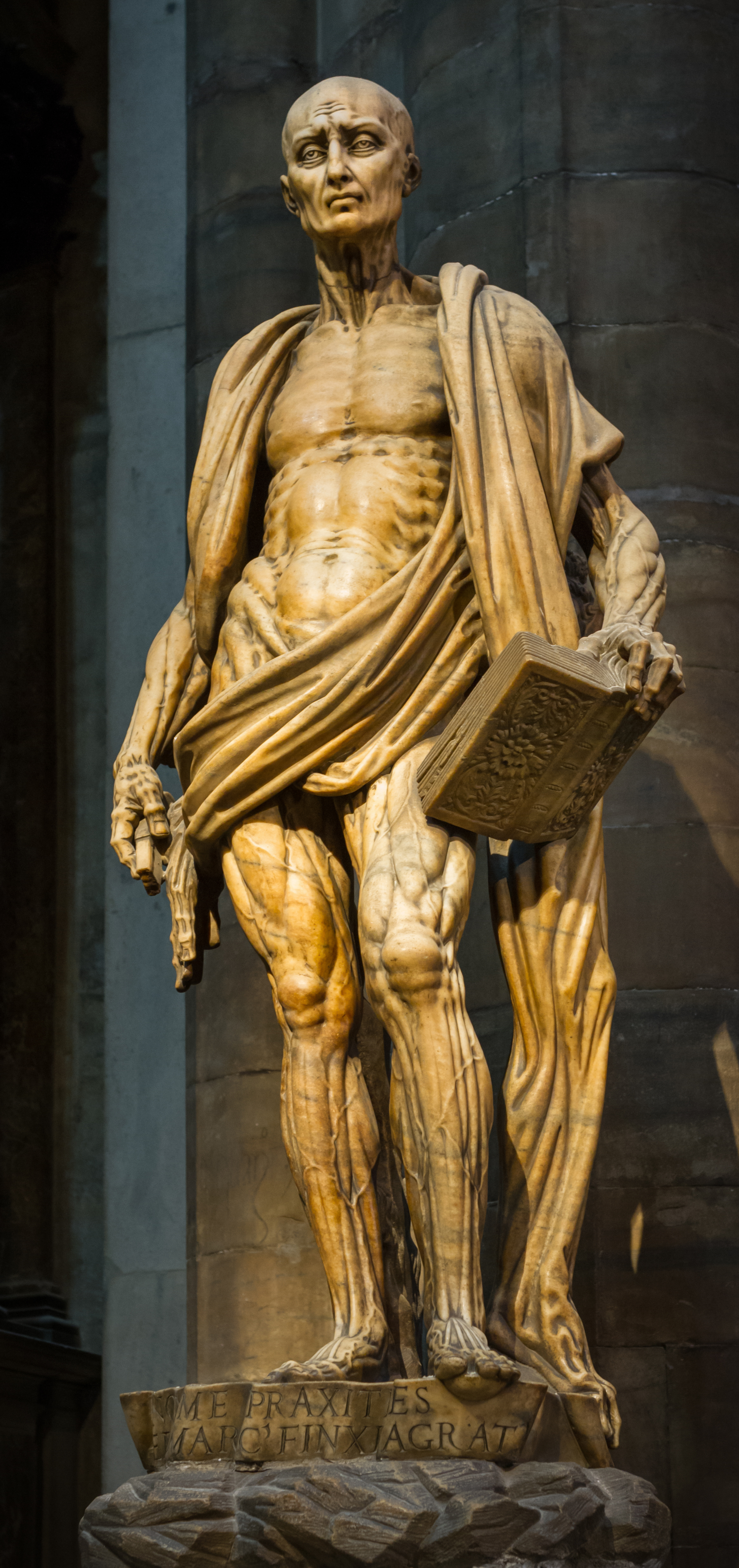
Marco d’Agrate: Bertalan apostol szobra a milánói dómban. Bertalan térített Örményországban, ekkor Szanatruk örmény király elrendelte a keresztények kiirtását, és ennek áldozatul esett Bertalan apostol, akinek lenyúzták a bőrét

A keresztény hagyomány szerint Bertalan apostol elevenen megnyúzva szenvedett vértanúhalált (Martyres Christiani). Ez a mozzanat magyarázza, hogy a régi céhvilágban a szegedi szűcsök védőszentjüknek választották. Ő volt a patrónusa a bőrrel dolgozó jászberényi csizmadiacéhnek is.
Bertalan vértanúságára utal az a jellemző pécsi monda is, amely a városhoz tartozó gyükési szőlők között emelkedő barokk Bertalan-kápolnához (1749-ben építettek egy ott lakó remete kezdeményezésére) fűződik. Az itt buzgólkodó remeték a török elől a Mecsek erdőségeibe menekültek. Bertalan barát azonban a helyén maradt, és a kápolna kincseit egy közeli barlangban rejtette el. A törökök követelték rajta a kincseket. Ő azonban a rettenetes kínzások ellenére sem árulta el, hol vannak. Lekísérték a hegyről és egy présház mellett elevenen megnyúzták, bőrét karjára vetették, és most már megengedték neki, hogy visszamenjen a kápolnához. Amikor azonban odaért, összeesett és meghalt. A törökök ezeknek láttára annyira megrémültek, hogy még a tájára sem mertek menni többé a kápolnának.

## A 20. században

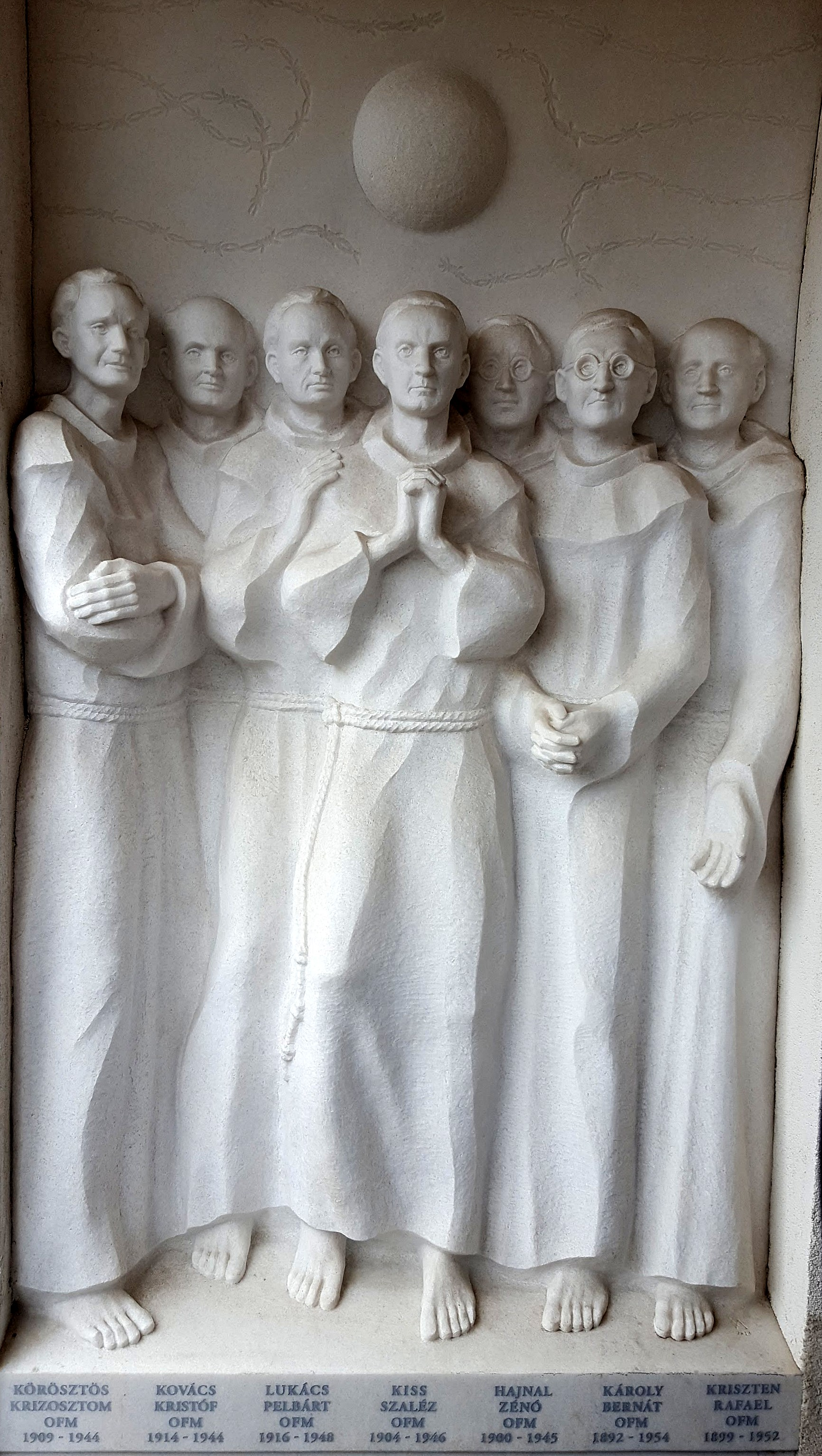
Hét ferences vértanú szerzetes domborműve: Körösztös Krizosztom (1909–1944), Kovács Kristóf (1914–1944), Hajnal Zénó (1900–1945), Kiss Szaléz (1904–1946), Lukács Pelbárt (1916–1948), Kriszten Rafael (1899–1952) és Károlyi Bernát (1892–1954). – Budapest II. kerület. Tövis utca 1/A Törökvész út sarok

A 19. század közepétől megerősödnek a baloldali politikai áramlatok. Kialakul köztük az ateizmus, azaz Istent nem létezőnek kiáltják ki. Úgy látják, hogy a feudalizmust a papok is kiszolgálják, ezért a 20. században politikai uralomra jutásuk után betiltják a vallásgyakorlatot, a papokat, püspököket megfosztják tevékenységüktől, börtönbe zárják, terrorizálják, megkínozzák, internálják, kivégzik, megölik.
A 20. századi boldoggá avatott magyarok – három kivétellel – mind a kommunista rendszer vértanúi voltak:
- Boldog Apor Vilmos (1892–1945): szovjet katonák ölték meg, mert védte a templomba menekült nőket.
- Boldog Romzsa Tódor (1911–1947): rendőrök agyonverték
- Boldog Meszlényi Zoltán (1892–1951): az ÁVH ítélet nélkül elhurcolta, és a kistarcsai internáló táborban halálra kínozták
- Boldog Scheffler János (1887–1952): koncepciós perben elítélték, a börtönben halt meg
- Boldog Bogdánffy Szilárd (1911–1953): koncepciós perben elítélték, a börtönben halt meg
- Boldog Sándor István SDB (1914–1953): koncepciós perben halálra ítélték és kivégezték
- Boldog Brenner János (1931–1957): egy „haldoklóhoz” csalták és útközben brutálisan meggyilkolták

## A 21. században
A világ számos országában a keresztények szólásszabadsága korlátozott, ki vannak téve közösségi erőszaknak és gyűlöletkeltésnek.
XVI. Benedek pápa szerint a keresztények a leginkább üldözött vallási közösség a kortárs világban. Az Apostoli Szentszék arról számolt be, hogy évente több mint 100 000 keresztényt gyilkolnak meg a hitük miatt. Az Evangélikus Világszövetség szerint több mint 200 millió kereszténytől csak a hitük miatt tagadják meg az alapvető emberi jogokat. A 100-200 millió, támadásnak kitett keresztény közül a többség muszlim uralom alatt álló országokban él. A keresztények számszerűen többet szenvednek, mint bármely más hitcsoport vagy csoport, amely hit nélkül van. A világ három legnagyobb vallása közül valószínűleg a keresztények a leginkább üldözöttek, mivel a vallási megkülönböztetés 80%-át a keresztényekre irányítják, akik csak a világ népességének 33% -át teszik ki.
A hollandiai alapítású Open Doors (Nyitott ajtók) elnevezésű evangélikus nonprofit szervezet, minden évben közzéteszi az első 50 ország listáját, ahol a legveszélyesebb kereszténynek lenni. A 2018-as Világtájékoztató szerint az első tíz ország ezen a listán a következő: Észak-Korea, Afganisztán, Szomália, Szudán, Pakisztán, Eritrea, Líbia, Irak, Jemen, Irán. Jelentésük szerint 2012-ben 1201, 2013-ban 2123, 2014-ben 4344, 2015-ben pedig legalább 7100 keresztény embert öltek meg a világban hite miatt. Ezek az adatok csak a bizonyíthatóan keresztényekkel szembeni emberölésekre vonatkoznak, a valóságban ennél nagyobbak a számok. Jeremy Hunt Nagy-Britannia külügyminisztere kormánya kiadott világstatisztikáját elemezve rávilágított, hogy „egy rosszul felfogott gyarmatosítás” látnak a kereszténységben, és arra is, hogy a témát Európában elhanyagolták és hiányolta a politikai korrektséget.

### Európán kívül

#### A muszlim világban
A keresztények egyre több üldöztetést szenvednek el a muszlim világban. Léteznek olyan muszlim többségű nemzetek, amelyekben a keresztény népesség súlyosan ki van téve a folyamatos megkülönböztetésnek, üldöztetésnek, elnyomásnak, erőszaknak és egyes esetekben halálnak, tömeggyilkosságnak vagy etnikai tisztogatásnak; Ezek között kiemelkedően hátrányosan érintettek a keresztények Irakban, Iránban, Szíriában, Pakisztánban, Afganisztánban, Szaúd-Arábiában, Jemenben, Szomáliában, Katarban, Kuvaitban, Indonéziában, Malajziában, a Maldív-szigeteken.
Jeremy Hunt brit külügyminiszter 2019 májusában, jelentésében úgy fogalmazott, hogy a Közel-Keleten „néha már a népirtás szintjére emelkedő üldözés következtében milliók kényszerültek otthonuk elhagyására, illetve menekülésre”.
A helyzetet nehezíti, hogy minden muszlim – köztük minden olyan személy, aki muszlim családba született, vagy bárki, aki muszlimmá lett életének egy adott pontján –, aki a kereszténységbe áttér, hitetlennek minősül. Az aposztázia, az iszlám tudatos elhagyása szóban vagy tettben, beleértve a kereszténységre való áttérést is, büntethető a Saría jogrendszere szerint. Ennek ellenére előfordul, hogy egy muszlim elfogadja a keresztény hitet, titokban, anélkül, hogy hitehagyását kinyilvánította volna. Bár titokban gyakorolják a kereszténységet, jogilag muszlimok és a Saría szerint a halálbüntetéssel számolhatnak. Erre példa Meriam Ibrahim szudáni nő esete, akit 2014-ben halálra ítélték hitehagyás miatt, mivel Szudán kormánya muszlimnak minősítette őt, annak ellenére, hogy keresztényként nevelkedett.

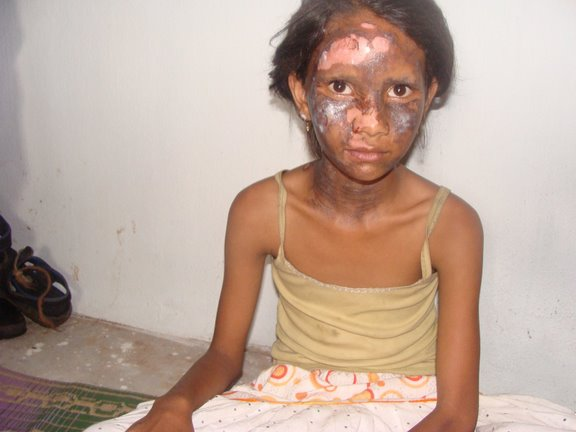
Égési sérült keresztény kislány Namrata, aki egy hindu-keresztény összecsapás áldozata lett 2008-ban

Az Aid to the Church in Need nevezetű nemzetközi katolikus jótékonysági szervezet jelentése szerint a keresztények vallási indíttatású etnikai tisztogatása olyan súlyos, hogy egy évtized alatt teljesen megszűnnek a Közel-Keleten.
Az ötven besorolt országból 35-ben a radikális iszlamizmusnak a keresztényüldözés az elsődleges forrása. Általuk, és a velük szimpatizáló szervezetek segítségével szélsőséges üldöztetésnek” vannak kitéve a keresztények Irakban, Eritreában, Afganisztánban, Szíriában, Pakisztánban, Szomáliában, Szudánban Indonéziában és Iránban.
Az olyan országokban, ahol viszonylagos béke van, mint Indonéziában vagy Egyiptomban, keresztény templomok előtt robbantanak, ügyelve az időzítésre, hogy a vallásukat gyakorlók száma nagy legyen a robbantás idején. Különösen sorozatos atrocitásoknak vannak kitéve a világ egyik legrégebbi kereszténység közössége, a koptok Egyiptomban. Az Iszlám Állam és szélsőséges iszlamista szervezetek demonstratív kultikus lefejezéseket is végrehajtottak, amely a keresztényeket is célozta. Azokban az országokban, amelyek háború következtében instabilizálódtak, a radikális iszlám terrorista központot épített ki, egyik céljuk a keresztény hívők és vallási épületeinek felszámolása. Irakban 2003-ig mintegy 1,5 millió keresztény élt, 2016-ra számuk 500 ezer alá csökkent. Ezek az országok, mint Líbia, Irak és Szíria egyben terroristák kiképző bázisa is, innen küldik békés országokba terrorsejtjeiket.
Pakisztánban az istenkáromlást halállal bünteti a büntető törvénykönyv 295 C szakasza, amit gyakran arra használnak, hogy a politikai, faji és vallási kisebbségek tagjait cenzúrázzák, büntetendőnek minősítsék, vád alá helyezzék és bizonyos esetekben meggyilkolják. 2016 szeptemberében például őrizetbe vettek egy 16 éves keresztény fiút, mert egy közösségi oldalon egy olyan fényképet lájkolt a mekkai Kába muszlim szentélyéről, amit a hatóságok „helytelennek” minősítettek. Iránban aki az iszlámról áttér a keresztény hitre azt bebörtönözik.

#### Bhután
Bhután egy konzervatív buddhista ország. A 2008. évi alkotmány 7. cikke garantálja a vallásszabadságot, de tiltja az áttérést „kényszerítéssel vagy ösztönzéssel”. Az Open Doors szervezet szerint ez eleve akadályozza a bhutáni keresztényeket a helyi térítésben.A Bhutanese Christians Services Centre NGO egy 2002-es jelentése szerint a 65 000 kereszténynek az országban csak egy templomuk van."
A Mission Network News szerint illegális, ha egy buddhista kereszténnyé lesz, és egyházi épületek emelése tilos. A bhutáni keresztények csak otthon gyakorolhatják vallásukat. Akik nyíltan hirdetik kereszténységüket, azokat elküldhetik Bhutánból és megfoszthatják állampolgárságától.

#### Kína
Mao Ce-tung kommunistáinak győzelmével az ország hivatalosan is ateista lett, a marxista valláselméletet széles körben propagálták. A kulturális forradalom idején templomokat, mecseteket, kolostorokat és temetőket zártak be, vagy más, világi módon hasznosítottak, esetleg kirabolták és megsemmisítették őket.
A Kínai Népköztársaság kommunista kormánya igyekszik szigorúan ellenőrizni minden vallást, így csak néhány, jogilag engedélyezett keresztény egyházszervezet (Három Önállóság Hazafias Mozgalma illetve Kínai Hazafias Katolikus Egyesület) maradhat fönn, ezek a Kínai Kommunista Párt ellenőrzése alatt állnak. A kormány által nem ellenőrzött egyházakat betiltották, tagjaikat börtönbe vetették. Gong Shengliangot, a dél-kínai Egyház vezetőjét 2001-ben halálra ítélték. Bár a büntetését később börtönbüntetésre változtatták, az Amnesty International beszámol arról, hogy megkínozták. Egy keresztény lobbicsoport azt állítja, hogy 2004-ben mintegy 300 keresztényt fogtak el nem bejelentett házi templomokban és bebörtönözték őket.
2016 januárjában egy kiemelkedő keresztény egyházi vezetőt, Ku Jüe-szö (Gu Yuese)t, aki a kormányt kritizálta a keresztény feszületek tömeges eltávolítása miatt, letartóztatták sikkasztás vádjával. A kínai hatóságok több száz keresztet távolítottak el Csöcsiang (Zhejiang) tartományban, amit „Kína bibliai öveként” is ismernek. Ku (Gu) vezette Kína legnagyobb engedélyezett keresztény templomát, amelynek kapacitása 5000 fő Hangcsou (Hangzhou)ban, Csöcsiang (Zhejiang) tartományban. Feltételezhető, hogy Kínában a kommunista párt veszélyt lát abban, hogy valószínűleg a keresztények száma már megközelíti, esetleg meghaladja a kínai kommunista párt taglétszámát. Az új vallásügyi szabályozástól 2018-ban azt várják, hogy keresztény templomok lebontásának sorozatát indítja el.

#### India
Indiában azoknak a muszlimoknak, akik áttértek a kereszténységre, el kell viselniük a muszlimok zaklatását, megfélemlítését és támadásait. Dzsammu és Kasmírban a kereszténnyé áttért Bashir Tantray-t állítólag iszlám fegyveresek gyilkoltak meg 2006-ban. Egy keresztény pap, K.K. Alavi, aki az iszlámból tért át 1970-ben kiváltotta a muszlim közösség haragját, és sok halálos fenyegetést kapott. Egy „Nemzeti Fejlődési Front” nevű iszlám terrorista csoport aktívan kampányolt ellene. India déli államában, Keralában, amely egy ősi, iszlám előtti ortodox keresztény közösséggel rendelkezik, iszlám terroristák levágták egy professzor kezét a Próféta káromlása miatt.
A keresztények üldözésével foglalkozó szervezetek szerint az erőszak (hindiül „vanvasis”) a spontán harag kifejezése a misszionáriusok által elkövetett erőszakos térítésekkel szemben. Ezeket az állításokat a keresztények vitatták. Az áttérést a hinduizmusból a kereszténységbe az ellenzők úgy ítélik meg, mint a nemzeti egység fenyegetését. Cyril Veliath, a Sophia University vallásoktatója kijelentette, hogy a hinduk által a keresztények ellen elkövetett támadások elégedetlen politikusok vagy hamis vallási vezetők által motivált egyének munkája. A hinduk rendkívül barátságosak és toleránsak más vallásokkal szemben, a hinduizmus, mint vallás, az egyik legtürelmesebb a világon: ahelyett, hogy szembeszállna és elpusztítaná, hajlandó fogadni és asszimilálni más vallású személyeket is. Rudolf C Heredia szerint a vallási áttérés a modern állam megteremtése előtt kritikus kérdés volt. Gandhi ellenezte a keresztény misszionáriusok tevékenységét, a gyarmati nyugati kultúra maradványainak tekintette őket. Úgy vélte, hogy a hinduk kereszténységbe való áttérésével megváltoztatják nemzetiségüket is.
Az 1999-ben megvitatott emberi jogi jelentéseiben az Egyesült Államok Külügyminisztériuma bírálta Indiát a keresztényekkel szembeni társadalmi erőszak fokozódásáért. A jelentés több mint 90 keresztényellenes atrocitást sorolt fel, amit vallási okból keresztény zarándokokkal szemben követtek el. 1997-ben huszonnégy ilyen incidensről számoltak be. Az egyes indiai államok által elfogadott, áttérésellenes törvények (hindi: Hindutva) legutóbbi hulláma mint például Csattíszgarh, Gudzsarát, Madhja Prades az USA külügyminisztériumának Demokrácia, Emberi Jogok és Munkaügyi irodája szerint fokozatosan és folyamatosan intézményesül.

#### Kenya
A kenyai Westgate bevásárlóközpont támadása 2013 szeptemberében történt, a szélsőséges iszlamisták fegyveres támadása 67 embert ölt meg és több mint 175 embert megsebesített. A támadók a muszlim civileket a saháda (az iszlám hitvallás) elmondására kötelezték, majd akik ezt megtagadták, azokat lelőtték. A támadást az al-Káida al-Sabáb csoportja követte el. Az al-Sabáb 2014-es Mpeketoni támadása 60 keresztényt ölt meg. A 2015-ös Garissa Egyetem kollégiuma elleni támadás hasonló taktikát követett: a szélsőséges iszlamista fegyveresek több mint ötszáz túszt ejtettek, a muszlimokat, akik a támadás ideje alatt éppen a reggeli imát végezték nem bántották, a keresztényeket agyonlőtték. Mintegy 147 diák halt meg a támadásban és közel 80 sebesült volt addig, amíg a kormányerők tűzharcban felszabadították az egyetemet. 2015 decemberében az al-Sabábhoz tartozó iszlám szélsőségesek egy kenyai Manderába közlekedő buszt támadtak meg. Azt mondták a muszlimokból és keresztényekből álló utasoknak, hogy váljanak szét, mert meg fogják ölni a keresztényeket. A muszlim utasok azonban megtagadták ezt, védve a keresztényeket. Legalább két embert öltek meg a támadásban, és három másik megsérült. A támadók, később visszavonultak.

#### Észak Korea
Észak-Korea ateista állam, ahol tiltják a vallásokat.
Észak-Korea vezeti azt az 50 országot tartalmazó listát, amelyben a keresztényeket a leginkább üldözték. Az Open Doors jelentése szerint a világ országai közül Észak-Koreában a legsúlyosabb a keresztényüldözés a 2000-es évek eleje óta. Itt a Biblia birtoklásáért nyilvános kivégzés jár. Jelenlegi becslések szerint több mint 50 000 keresztény van koncentrációs táborokban a hitük miatt, ahol szisztematikusan alkalmazzák a rossz bánásmód mellett a kínzásokat, gyakori a tömeges éhezés, a bebörtönzés és a gázkamrák általi halál. Ez azt jelenti, hogy az észak-koreai keresztény közösség 20%-a koncentrációs táborokban él. Úgy tűnik, hogy a keresztény áldozatok száma egyre növekszik, míg 2013-ban 1200 körüli mártírról voltak hírek, akik meghaltak a hitük miatt, ez a szám 2014-re megduplázódott.

### Európa
Klasszikus keresztényüldözésről sem állami, sem társadalmi szinten nem beszélhetünk. Ugyanakkor nem elhanyagolható számban fordulnak elő keresztényellenes vandál- és terrortámadások Nyugat-Európa országaiban. Ezek közül a legsúlyosabb eset a 86 éves Jacques Hamel nyugdíjas plébános brutális meggyilkolása, amit muszlim terroristák követtek el 2016-ban. Az európai államokban az államok rovására írható „üldözés” nem vezet emberhalálhoz, de vannak kormányok, melyek megsértik egyes keresztény egyházak vagy vallási közösségek jogait. Például: Az Emberi Jogok Európai Bírósága az 1990-es évek óta számos itéletet hozott a görögkeleti egyház speciális jogait más egyházakkal szemben védelmező, utóbbiak jogait tehát megsértő görög állam ellen. 2001-ben pedig Moldávia sértette meg a görögkatolikusok jogait. 2017. április 25-én tette közzé ítéletét, mely több magyarországi kisegyház (legnagyobb közöttük: Magyarországi Evangéliumi Testvérközösség, elnöke Iványi Gábor) jogsérelméről szól.

## Fordítás
- Ez a szócikk részben vagy egészben  a   Persecution of Christians című angol Wikipédia-szócikk ezen változatának fordításán alapul.  Az eredeti cikk szerkesztőit annak laptörténete sorolja fel. Ez a jelzés csupán a megfogalmazás eredetét és a szerzői jogokat jelzi, nem szolgál a cikkben szereplő információk forrásmegjelöléseként.